# Ralph Eugene Meatyard
Ralph Eugene Meatyard (15. května 1925 – 7. května 1972) byl americký fotograf z Normal, Illinois, USA.

## Život a kariéra
Meatyard se narodil v Normal, Illinois v květnu 1925 a vyrostl v nedalekém městě Bloomington. Když mu bylo 18 let během druhé světové války, vstoupil do námořnictva Spojených států, i když před koncem války nesloužil v zámoří. Poté, co opustil armádu, navštěvoval Williams College pod G.I. Bill a krátce studoval zubní lékařství, než se vyučil, aby se stal optikem.
Se svou novou manželkou Madelyn se přestěhoval do Lexingtonu v Kentucky, aby pokračoval v práci jako optik pro společnost Tinder-Krausse-Tinder, která také prodávala fotografické vybavení. Majitelé společnosti byli aktivními členy Lexington Camera Club, pro které umělecké oddělení University of Kentucky poskytlo výstavní prostory.
Meatyard koupil svůj první fotoaparát v roce 1950, aby mohl vyfotografovat své novorozené první dítě, a následně pracoval především se čtvercovým středoformátovým fotoaparátem Rolleiflex 6x6. V roce 1954 se připojil ke klubu Lexington Camera Club a Photographic Society of America. V Lexington Camera Club se setkal s fotografem Van Deren Cokem, který vystavoval Meatyardovu práci na výstavě pro univerzitu s názvem „Creative Photography“ v roce 1956.
Během poloviny 50. let se Meatyard zúčastnil série letních workshopů, které vedl Henry Holmes Smith na Indiana University a také Minor Whit, který podporoval Meatyardův zájem o zenovou filozofii.
Meatyard, autodidakt a vášnivý čtenář, pracoval v produktivních dávkách, často nechával svůj film dlouho nevyvolaný a pak horečně pracoval v provizorní temné komoře svého domova. "Jeho přístup byl poněkud improvizační a velmi silně ovlivněný tehdejší jazzovou hudbou."  Své děti využíval ve své práci, která se zabývala surreálnými "maskami" identity.
Velká část jeho práce vznikla na opuštěných farmách v centrálním Kentucky bluegrassovém regionu během rodinných víkendových výletů a v opuštěných prostorách kolem Lexingtonu. Některé z jeho prvních prací vznikly v tradičně afroamerické čtvrti kolem Lexingtonské Old Georgetown Street.
Meatyard byl blízkým známým několika známých spisovatelů z literární renesance Kentucky 60. a 70. let, včetně jeho souseda Guye Davenporta, který později pomohl sestavit posmrtné vydání jeho fotografií. V roce 1971 byl Meatyard spoluautorem knihy o Red River Gorge v Kentucky, The Unforeseen Wilderness, se spisovatelem Wendellem Berrym. Oba často cestovali do Apalačského podhůří. Kniha Berryho a Meatyarda přispěla k záchraně soutěsky před zničením navrhovanou přehradou Army Corps of Engineers. Po Meatyardově smrti byl jeho popel rozptýlen v této roklině.
Meatyard byl také přítelem a dopisovatelem katolického mnicha a spisovatele Thomase Mertona, který žil v opatství Gethsemani, trapistickém klášteře západně od Bardstownu v Kentucky. Merton se objevil na řadě Meatyardových experimentálních fotografií pořízených na půdě kláštera a sdíleli zájem o literaturu, filozofii a východní a západní spiritualitu. Meatyard napsal Mertonovu smuteční řeč v Kentucky Kernel krátce po jeho smrti  Bangkoku v Thajsku v prosinci 1968. Meatyard zemřel o čtyři roky později, v roce 1972, na rakovinu.

## Fotografie
Ačkoli Lexington nebyl dobře zavedeným střediskem fotografie, Meatyard se nepovažoval za „jižanského“ nebo regionálního fotografa. Jeho dílo začalo být v době jeho smrti celonárodně uznáváno, vystavováno a shromážděno některými významnými muzei a publikováno v časopisech. Vystavoval s fotografy jako Edward Weston, Ansel Adams, Minor White, Aaron Siskind, Harry Callahan, Robert Frank a Eikó Hosoe. Koncem 70. let se jeho fotografie objevovaly především na výstavách „jižanského“ umění, ale od té doby přitahovaly opětovný zájem. Jeho nejznámější fotografie představovala panenky a masky nebo rodinu, přátele a sousedy vyobrazené v opuštěných budovách nebo na běžných předměstských dvorcích.

## Osobní život
Meatyard si vzal Madelyn McKinney. Měli tři děti. Michael (nar. 1950); Melissa (nar. 1959); a Christopher (narozen 1955). Meatyard zemřel na rakovinu v roce 1972. Byl popsán jako „knihařský Zenmaster [který] také sloužil jako prezident místního PTA a Little League a na večírku čtvrtého července obracel hamburgery.

## Publikace
- Halls, James Baker, ed. Ralph Eugene Meatyard: Emblems & Rites (Millerton, New York: Aperture, 1974) Již dříve vyšla kniha Ralph Eugene Meatyard, vydaná v roce 1970 nakladatelstvím Gnomon Press s úvodem Wendella Berryho a poznámkami Arnolda Gassana.
- Meatyard, Ralph Eugene; & Davenport, Guy (esej), 2005, Ralph Eugene Meatyard, (Steidl/ICP]
- Ralph Eugene Meatyard Phaidon Press 2002, ISBN 0-7148-4112-9
- Rhem, James; Ralph Eugene Meatyard: The Family Album of Lucybelle Crater and Other Figurative Photographs ( Distributed Art Publishers, 2002) 125 stran. Tři kritické texty, "Lucybelle" s 34 dalšími dosud nepublikovanými fotografiemi Meatyard. ISBN 1-891024-29-9
- Rhem, James (autor); & Meatyard, Ralph Eugene (fotograf), 1999, Ralph Eugene Meatyard, Photopoche, č.: 87 ', (Centre National de Photo)
- Tannenbaum, Barbara (redaktor); 1991, Ralph Eugene Meatyard: Americký vizionář, Rizzoli.